# Типерари (Ирска)
Типерари (енгл. Tipperary, ир. Tiobraid Árann) је значајан град у Републици Ирској, у јужном делу државе. Град је у саставу округа округа Типерари, коме је дао име, али није његово седиште нити највећи град.

## Природни услови
Град Типерари се налази у јужном  делу ирског острва и Републике Ирске и припада покрајини Манстер. Град је удаљен 190 километара југозападно од Даблина. 
Типерари је смештен у бреговитом подручју јужне Ирске. Надморска висина средишњег дела града је око 100 метара.
Клима: Клима у Типерарију је умерено континентална са изразитим утицајем Атлантика и Голфске струје. Стога град одликује блага и веома променљива клима.

## Историја
Подручје Типерарија било насељено већ у време праисторије.
Типерари је од 1921. године у саставу Републике Ирске. Опоравак града започео је тек последњих деценија, када је град поново забележио развој и раст.

## Становништво
Према последњим проценама из 2011. године. Типерари је имао близу 5 хиљада становника. Последњих година број становника у граду стагнира.

## Галерија
- Старо језгро Типерарија
- Римокатоличка Црква Св. Арханђела Михаила
- Средња школа Св. Ане